# Генріх I (граф Шампані)
Генріх I Щедрий (Henri 1er le Liberal, 1127 — 16 березня 1181) — граф Шампані і Брі у 1152—1181 роках.

## Життєпис

### Молоді роки
Походив з роду Блуа-Шампань. Старший син Теобальда II, графа Шампані, Блуа, Шартра та Сансера, і Матильди Каринтійської.  Здобув якісну освіту, виявив любов до релігійних творів, поезії.
Генріх I брав участь у Другому хрестовому поході. Він віз рекомендаційний лист від Бернарда Клервоського до візантійського імператора Олексія I Комніна. Його ім'я є в списку присутніх нотаблів на зборах, проведених Балдуїном III Єрусалимським в Акрі 24 червня 1148 року. 
1149 року звитяжив у битві при Меандрі, де сельджуки зазнали поразки. У 1150 року повернувся до Шампані, де отримав володіння Вітрі. У 1151 році надав допомогу  Жоффруа Анжуйському проти його брата Генріха II, короля Англії.

### Граф Шампанський
По смерті свого батька 1152 року Генріх успадкував Шампанське графство, тоді як решту володіннь, зокрема Блуаське, Шартрське, Сансеррське і Шатоденське графства отримали молодші брати. Генріх І протягом свого правління сприяв розбудові Шампанського графства, завдяки чому воно стало одним з найбагатших і наймогутніших серед французьких володінь.
1160 року видав заміж за Людовика VII (короля Франції) свою сестру Аделаїду. Водночас займав дипломатичну позицію між королем та імператором Фрідрихом I Барбаросою. 1162 року організовував збори католицьких прелатів Людовика VII та Фрідриха I в Сен-Жан-де-Лос з метою владнання суперечностей та проведення собору стосовно визнання папи римського. Втім ці заходи не дали результату. Граф Шампані визнав зверхність імператора Священної Римської імперії, намагаючись здобути противагу королю Франції та отримати можливість втручатися у справи Брабантського герцогства. В 1164 році одружився з Марією Французькою дочкою Людовика VII.
Разом з тим, спираючись на економічну потугу, Генріх I зумів придбати різні володіння, тому став сюзереном приблизно двох тисяч васалів — мало які феодали Франції могли з ним в цьому зрівнятися. Завдяки цьому, Шампанське графство стало одним з найбезпечніших місць для торгівлі, що призвело до бурхливого розвитку Шампанських ярмарків. Ці ярмарки стали центрами торгових і фінансових операцій, на які з'їжджалися торговці з усієї Європи.
Двір графа, що розташовувався в Труа, став відомим літературним центром. Так, тут гостював письменник Волтер Мап. Граф надавав підтримку поетам Кретьєну де Труа і Конону де Бетюну. Вчений Стівен Алінерр був одним з придворних Генріха I, в 1176 році він став канцлером графства.
У 1179 році Генріх I знову вирушив до Єрусалиму з групою французьких лицарів, включаючи його родичів П'єра де Куртене (брата Людовика VII) і Філіпа де Дрьо, єпископа Бове. На зворотному шляху, повертаючись через Малу Азію, Генріх був захоплений в полон Килич-Арсланом II, сельджуцьким султаном Рума.Після того,  візантійський імператор Мануїл I заплатив викуп, Генріх I був звільнений, але незабаром в 1187 році помер. Йому спадкував старший син Генріх.

## Родина
Дружина — Марія, донька короля Франції Людовика VII та його першої дружини Алієнор, герцогині Аквітанії.
Діти:
- Генріх (1166—1197), граф Шампані у 1181—1197 роках, король Єрусалиму
- Теобальд (1179—1201), граф Шампані у 1197—1201 роках
- Схоластика (д/н—1219), дружина Вільгельма IV, графа Макона
- Марія (д/н—1204), дружина Балдуїна I, імператора Латинської імперії